# Richard H. Tedford
Richard Hall Tedford (* 25. April 1929 in Los Angeles, Kalifornien; † 15. Juli 2011 in Demarest, New Jersey) war ein US-amerikanischer Wirbeltier-Paläontologe. Seine Forschungsschwerpunkte waren die Phylogenie, die geografische Verbreitung und Paläoökologie von Raubtieren, Beuteltieren und anderen Säugetieren sowie die Stratigrafie und Chronologie der känozoischen Gesteine.

## Leben
Tedford wuchs in Encino, Kalifornien, auf und verbrachte seine Teenagerjahre unter der Anleitung von Donnel Foster Hewett, Geologie-Professor am California Institute of Technology, mit dem Sammeln von Fossilien in der Mojave-Wüste. 1951 erwarb er seinen Bachelor in Chemie an der University of California, Los Angeles und ging 1953 als Fulbright-Stipendiat an die University of Adelaide sowie an das South Australian Museum, wo er mit seinem Mentor Ruben Arthur Stirton und seinem Kollegen Paul Lawson Ausgrabungen in der Tirariwüste durchführte. Sie erforschten das Gebiet rund um den Lake Palankarinna westlich des Birdsville Tracks, wo sie im Juli desselben Jahres die ersten Säugetierfossilien des Tertiärs in Zentralaustralien entdeckten und somit eine neue Ära in der fossilen Säugetiererkundung Australiens einleiteten. Nachfolgende Forschungsarbeiten in den pleistozänen Ablagerungen am Lake Menindee bildeten die Grundlage für Tedfords Dissertation The fossil Macropodidae from Lake Menindee, New South Wales, mit der er 1959 zum Ph.D. an der University of California, Berkeley promoviert wurde. Von 1959 bis 1960 war er Dozent und von 1960 bis 1961 Lecturer für Geologie an der University of California, Riverside. Von 1961 bis 1966 war er zunächst als Lehrbeauftragter und anschließend als außerordentlicher Professor an der University of California, Riverside tätig.
1963 gehörte er neben Alan Lloyd (vom Bureo of Mineral Resources in Canberra) zu den ersten Forschern, die den Fossilienreichtum der paläontologischen Stätte Riversleigh im Bundesstaat Queensland erkannten. 1966 wechselte Tedford als stellvertretender Kurator an das American Museum of Natural History in New York City. 1969 wurde er zum Kurator ernannt und 2001 ging er als Curator Emeritus in den Ruhestand
Anfang der 1970er Jahre, nach der Entdeckung von tertiären Säugetierfossilien am Lake Frome durch Roger Callen vom South Australian Mines Department, entdeckten Tedford und seine Kollegen zahlreiche neue fossile Vorkommen aus dem späten Oligozän am Lake Namba, am Lake Pinpa, am Lake Korka und am Lake Tarkarooloo.
Von 1976 bis 1982 sowie von 1989 bis 1996 war Tedford Vorsitzender der Abteilung für Wirbeltierpaläontologie am American Museum of Natural History. Von 1979 bis 1980 war er zudem Präsident der Society of Vertebrate Paleontology. Daneben war er Mitglied der American Society of Mammalogists, bei Sigma Xi, bei der Australian Mammal Society und bei der Paleontological Society.
Während seiner Amtszeit am Museum war Tedford maßgeblich daran beteiligt, die neu erworbene Sammlung von fossilen Säugetieren des Paläontologen Childs Frick (1883–1965) den professionellen Forschern zugänglich zu machen, denen sie bis 1966 weitgehend vorenthalten worden war. Dabei beaufsichtigte Tedford nicht nur den Bau des modernen Frick-Flügels, in dem die Sammlung untergebracht ist, sondern ermutigte die Frick-Kuratoren auch, die wichtigen stratigraphischen Rahmen, in denen die Sammlungen entstanden waren, zu veröffentlichen und so ihre wissenschaftliche Bedeutung zu maximieren.
Tedfords ursprüngliche Arbeit in Australien konzentrierte sich auf Kängurus und andere Beuteltiere. Mit der Zeit ging er dazu über, sich mit der Familie der Hunde sowie der Biostratigraphie zu beschäftigen. 1981 organisierte er eine Konferenz von 14 internationalen Wissenschaftlern im American Museum of Natural History, um eine einwöchige Diskussion über die Prinzipien zu ermöglichen, die für die Untersuchung der Hipparion-Evolution, einer fossilen Gruppe von Dreizehenpferden, eine bedeutende Rolle spielen. Ein weiterer Schwerpunkt von Tedfords Arbeit galt der detaillierten Aufzeichnung der Säugetierentwicklung in China. Seit den frühen 1980er Jahren plante er, die spätneogene Faunenabfolge in China in einen datierten stratigraphischen Rahmen zu stellen. Um dies zu erreichen, begann Tedford 1987 mit dem Yushe-Projekt eine der ersten fruchtbaren multinationalen Kooperationen mit dem chinesischen Institut für Wirbeltierpaläontologie und Paläoanthropologie. Dies führte zu gemeinsamen Feldarbeiten in den späten 1980er und frühen 1990er Jahren und brachte den ersten Nachweis der chinesischen Abfolge von Säugetierfaunen. Zusammen mit den neu gewonnenen Altersbestimmungen bilden die dabei ermittelten charakteristischen Faunengruppen die Grundlage für die heutige Säugetier-Stufenchronologie Nordostasiens.
Tedford gehört zu den Erstbeschreibern der Gattungen Litokoala, Ektopodon, Rhizophascolonus, Djilgaringa, Ilaria, Madakoala, Marlu, Obdurodon, Paljara, Pildra, Pilkipildra, Raemeotherium, Simosthenurus, zur Subtribus Cerdocyonina sowie der Art Puijila darwini.

## Dedikationsnamen
Nach Tedford sind die Arten Rhinonicteris tedfordi, Barawertornis tedfordi, Distylomys tedfordi, Alphagaulus tedfordi, Caedocyon tedfordi, Daphoenictis tedfordi, Hypolagus tedfordi, Ziamys tedfordi, Paratoceras tedfordi, Parapotos tedfordi, Enaliarctos tedfordi, Mimotricentes tedfordi, Piscolithax tedfordi, Phosphatochelys tedfordi, Pinpanetta tedfordi, Wilaru tedfordi, Ngapakaldia tedfordi, Cyrtonyx tedfordi und Puffinus tedfordi benannt.